# Matema (Insel)
Matema ist eine Insel im Südpazifik, die zu den Salomonen gehört. Matema ist Teil der Reef Islands, die im Norden der Santa-Cruz-Inseln liegen. Die Insel gehört zur Temotu-Provinz.

## Bevölkerung
Die Einwohner Matemas sprechen Pileni, eine polynesische Sprache, weisen äußerlich aber melanesische Merkmale auf. Ein Großteil der Bevölkerung lebt im nördlichen Teil der Insel. Die Bewohner paddeln regelmäßig in Kanus nach Osten, um auf den größeren Inseln der Reef Islands Handel zu betreiben.

## Umgebung
Die Insel ist von einem kreisförmigen Riff mit einem Durchmesser von circa einem Kilometer umgeben. 1,3 Kilometer nördlich von Matema findet sich das Malim-Riff.